# Fatti del G20 di Londra

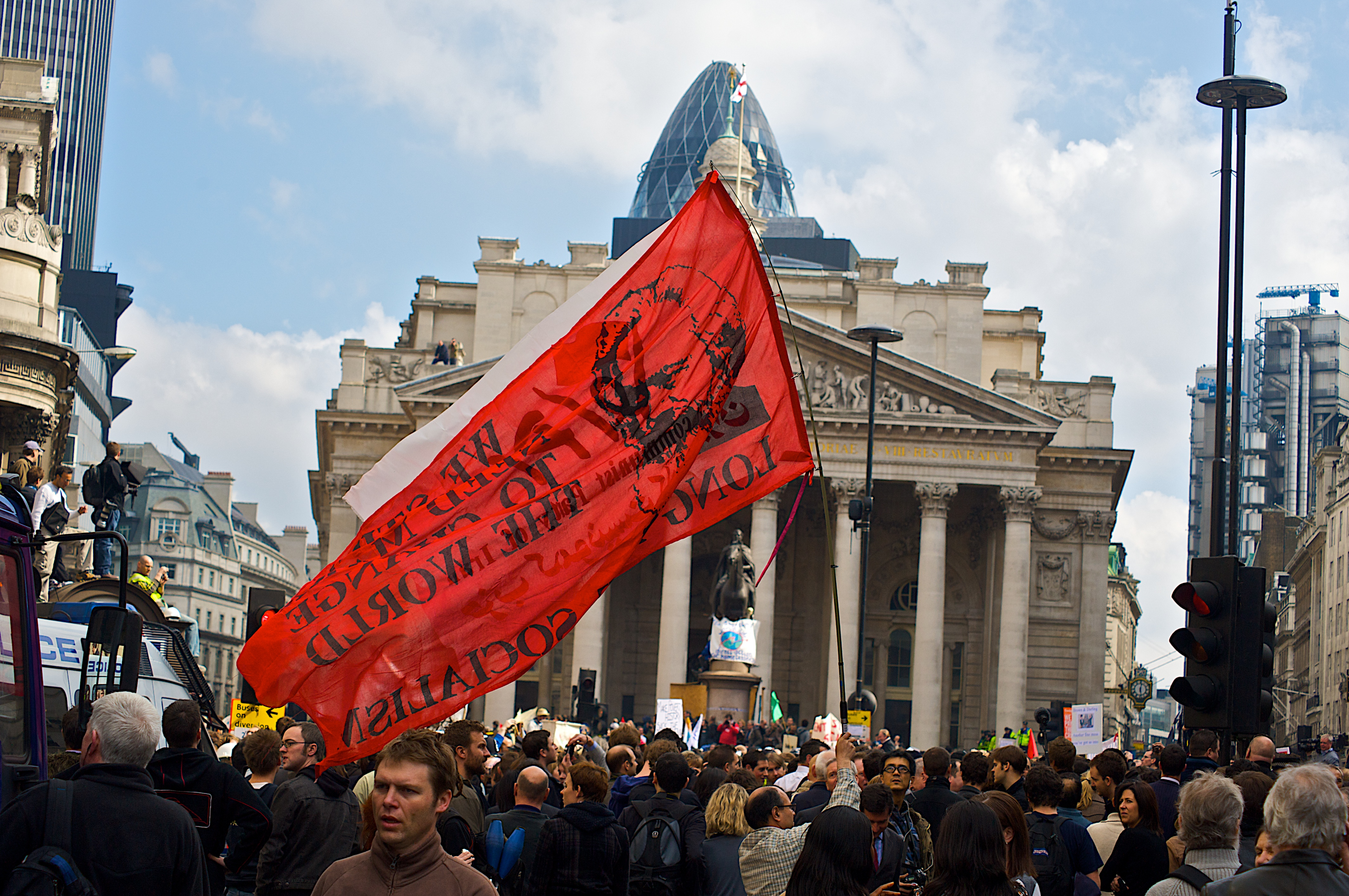
Le proteste del 1º aprile davanti alla Bank of England.

I fatti del G20 di Londra sono stati degli episodi di violenza avvenuti a Londra a partire da mercoledì 1º aprile 2009, in concomitanza con la riunione del G20.
In un contesto di disagio sociale come conseguenza di una profonda crisi finanziaria e recessione economica che ha colpito il mondo occidentale e molti altri Paesi, la riunione dei principali presidenti è stata l'occasione per protestare contro la disoccupazione che i dimostranti imputavano alla globalizzazione e alle politiche capitaliste, dando raduno non solo a gruppi anarchici e no-global, ma anche a persone colpite dalla crisi che hanno perso occupazione e casa.
Nonostante la maggior parte dei manifestanti avessero intenzioni pacifiche, per prevenire eventuali episodi di violenza i poliziotti furono autorizzati a contenere e reprimere la protesta. Tale manovra fu chiamata Operation Glencoe, nome che rimanda allo storico massacro di Glencoe.
Il 1º aprile un passante, Ian Tomlinson, morì poco dopo essere stato spinto a terra da un poliziotto.

## Cronaca dei fatti del G20

### Mercoledì 1º aprile

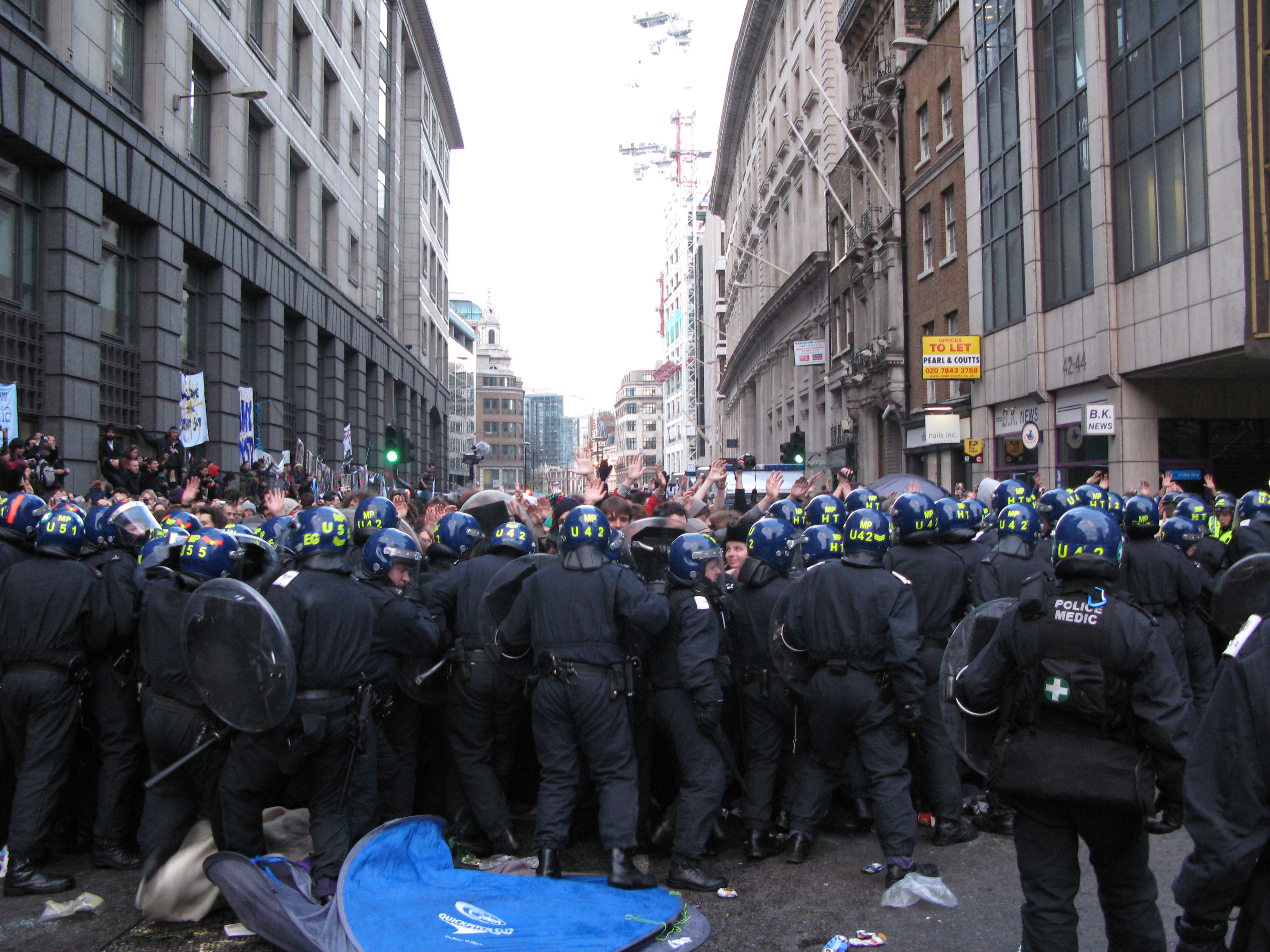
Kettling della polizia nei confronti dei partecipanti alla protesta.

Gli scontri iniziano mercoledì 1º aprile. Cariche di manifestanti irrompono nella sede londinese della Bank of England infrangendo i posti di blocco delle forze dell'ordine e vandalizzano l'istituto bancario rompendo vetrine e oggetti all'interno. Un poliziotto viene ferito alla testa da una sbarra metallica.
Durante un corteo pacifico, successivamente trasformatosi in ondata di violenza soprattutto a Cannon Street, la polizia ha eseguito 11 arresti. L'associazione Campagna per il Cambiamento climatico ha denunciato le riviste Evening Start e Daily Mail per i loro articoli riguardanti l'arrivo degli anarchici e gli scontri.
La marcia è iniziata in modo pacifico come previsto dall'ente, ma l'arrivo dinanzì alla Royal Bank of Scotland ha scisso il corteo in diverse frange che hanno fatto leva sulla crisi, appiccando fuoco a un manichino di Sir Fred Goodwin e rompendo le vetrate della banca e di alcune sedi HSBC.
Ian Tomlinson, un venditore ambulante diretto verso casa, morì poco dopo essere stato spinto a terra da un poliziotto. Una seconda autopsia rivelò che Tomlinson morì di emorragia addominale. Un poliziotto è stato interrogato per sospetto di omicidio colposo e le indagini sulle circostanze della sua morte sono tuttora in corso.
Per diverse ore la polizia ha formato un cordone invalicabile per proteggere la Banca d'Inghilterra, effettuando 87 arresti. Si è stimata la presenza di oltre 5.000 manifestanti alle proteste violente e non del 1º aprile.

### Giovedì 2 aprile
Circa 200 persone si sono riunite per una veglia fuori dalla Banca in seguito alla notizia della morte di Ian Tomlinson, e sono state sottoposte ad alcune pressioni della polizia nonostante la veglia fosse pacifica. 
In seguito, 200 manifestanti contro la guerra del Stop the War Coalition hanno protestato contro l'ExCeL Center.
"Spiderman", il climber francese Alain Robert, ha scalato il Lloyd's building e ha sventolato uno striscione che diceva "100 mesi per salvare il mondo" in riferimento all'urgenza di affrontare il cambiamento climatico.